# Joshua Alba
Joshua Alba (* 8. Juli 1982 in Biloxi, Mississippi) ist ein US-amerikanischer Schauspieler.

## Leben
Albas Eltern sind Marc Alba, ein US-Amerikaner mexikanischer Abstammung, und seine in Montreal geborene Mutter Catherine Jensen, die dänische und französisch-kanadische Vorfahren hat. Die beiden heirateten in ihrer Jugendzeit. Sein Vater war bei der US Air Force beschäftigt; aus diesem Grund ist er in seiner Kindheit mehrmals umgezogen. Unter anderem hat die Familie in Biloxi, Mississippi und Del Rio, Texas gelebt. Als Alba acht Jahre alt war, ließ sich die Familie in Kalifornien nieder. Alba ist der jüngere Bruder von der Schauspielerin Jessica Alba, die gemeinsam in der Fernsehserie Dark Angel in einer Folge vor der Kamera standen.
Bevor Joshua Alba mit der Schauspielerei begann, modelte er unter anderem für den Schuhhersteller Sketchers und Tommy Hilfiger. Zudem verdiente er sich als Makler seinen Unterhalt.
Sein erstes Engagement beim Fernsehen hatte er mit seiner Schwester Jessica in der Serie Dark Angel, als er 2001 in der Folge ..and Jesus Brought a Casserole die Rolle Krit spielte. Drei Jahre später spielte er in einer Folge der US-amerikanischen Krimiserie Lady Cops – Knallhart weiblich. In dem Filmdrama Alpha Dog (2006), mit Justin Timberlake, der dort sein Schauspieldebüt feierte, ist er in einer kleinen Nebenrolle als Klemash zu sehen. Er erhielt Rollen für je eine Folge in der Serie Monk und Life. In dem Action-Thriller Kill Speed stand er 2010 mit Bill Goldberg und Tom Arnold vor der Kamera. Im gleichen Jahr erhielt er in dem Horrorfilm The Dead Undead eine der Hauptrollen. 2019 war er in mehreren Folgen der Serie L.A.'s Finest  zu sehen, in der seine Schwester Jessica eine der Hauptrollen spielt.
Joshua Alba heiratete 2003 Nikki Leigh. Er ist Vater eines Kindes.

## Filmografie (Auswahl)
- 2001: Dark Angel (Fernsehserie, 1 Folge)
- 2004: Lady Cops – Knallhart weiblich (The Division; Fernsehserie, 1 Folge)
- 2006: Alpha Dog – Tödliche Freundschaften (Alpha Dog)
- 2006: Monk (Fernsehserie, 1 Folge)
- 2008: Life (Fernsehserie, 1 Folge)
- 2010: Kill Speed
- 2010 Zombie - Dead Undead (The Dead Undead)
- 2011: Hyenas
- 2018: Synapse
- 2019: L.A.’s Finest  (Fernsehserie, 7 Folgen)